# Гендерцид
Гендерци́д — систематичне вбивство людей за ознакою статі. Гендерцид може мати форму дітовбивства або летального насильства на будь-якому етапі життя людини. Вбивства жінок (феміцид) є настільки поширеними, що проблемою займається ООН. Також, від насильства суттєво страждають чоловіки.
Термін вперше вжила американська феміністка Мері Енн Воррен (Mary Anne Warren) у книзі «Гендерцид: наслідки вибору статі» (1985).
Для деяких культур проблема гендерциду є гострою. Наприклад, перепис населення в Індії й Китаї, показав, що завдяки селективним абортам, на 100 народжених дівчаток припадає 120 народжених хлопчиків (при нормі біологічного співвідношення 100 дівчаток : 102—106 хлопчиків).

## Феміцид
Феміцид — крайня форма насильства проти жінок, систематичне вбивство жінок різного віку через культурні причини (котрі живлять гендерна нерівність та сексизм). Основними факторами феміциду є сімейне насильство, насильство над проституйованими жінками, зґвалтування, збройні конфлікти.
- Селективні аборти. — абортування ембріонів жіночої статі, поширене в країнах Сходу, суттєво впливає на демографію. Наприклад, в Індії перевага віддається синам, оскільки вони мають право прямо спадкувати майно, через що зможуть піклуватися про старих батьків. Крім того, вартість приданого, яке родини досі виплачують за дочку, котра вступає в шлюб, є вкрай високою, в той час, як спадкоємець шлюбом приносить прибуток в сім'ю коштом нареченої.
- Вбивство немовлят-дівчаток (причини аналогічні до селективних абортів, плюс вади здоров'я в новонародженої, фінансова незмога вирощувати доньку (з урахуванням приданого, ринкових перепон для працевлаштування жінок та гендерних стереотипів, що стримують кар'єру жінок, виховувати доньку значущо дорожче, ніж сина), післяпологова депресія (а оскільки дівчатка вважаються менш цінними від хлопчиків, у них вищий ризик загинути від руки хворої)).
- Вбивства дівчат-підлітків — частіші в контексті домашнього та сексуального насильства, педофілії, інцесту, розбещення неповнолітніх та зґвалтувань, в індустріях дитячої проституції та порнографії; через підліткову вагітність, булінг (включно з доведенням до суїциду).
- Вбивства молодих жінок корелюють з сексуальним насильством і примусом, з котрими пов'язані окремі категорії пандемій феміциду: вбивства честі (вбивство жінки чи дівчини її родиною через одяг чи макіяж, підозру в сексі, романтичні стосунки, відмову вступити в примусовий шлюб, непокору), спалювання наречених, саті (вбивство вдови, коли помирає чоловік), побиття камінням жінок за подружню невірність, конфлікти з чоловіком, безпліддя тощо. Також під час зґвалтувань (на побаченнях, серійними гвалтівниками).
- Вбивства жінок у шлюбі — основний контингент домашнього насильства, також в контексті побутового криміналу.
- Феміцид старших жінок — частий під час пограбувань та заволодіння майном чи цінностями, при зґвалтуваннях, практикується для уникнення утримання літніх родичок.

## Андроцид
Андроцид — систематичне вбивство чоловіків з різних причин. Андроцид може мати місце під час війн, коли сторонами, що воюють, знищуються не тільки солдати супротивника, але і більшість чоловічого населення незалежно від віку.
- Вибракування курчат — процес знищення переважно курчат чоловічої статі, іноді нездорових самок. Може здійснюватися трьома методами: перемелювання в промисловому подрібнювачі, задушення в пакеті та задушення вуглекислим газом.